# Pyrénées-Orientales
Koordináták: é. sz. 42° 38′, k. h. 2° 40′42.633333°N 2.666667°E
A Pyrénées-Orientales (IPA: [piʁeˌne.ɔʁjɑ̃ˈtal]; katalánul: Pirineus Orientals, okcitánul: Pirenèus Orientals, magyar fordítása: „Kelet-Pireneusok”) megyét az alkotmányozó nemzetgyűlés 1790. március 4-ei határozata nyomán hozták létre a  francia forradalom idején.

## Elhelyezkedése
Franciaország déli részén terül el, Okcitánia régió (2015 végéig Languedoc-Roussillon régió) része. A megyét északon Aude megye, délen Spanyolország,  nyugaton Andorra és Ariège megye határolják.

## Települések
A megye legnagyobb városai 2011-ben:
| Település                    | Népesség (fő, 2011) |
| ---------------------------- | ------------------- |
| Perpignan                    | 118 238             |
| Canet-en-Roussillon          | 13 293              |
| Saint-Estève                 | 10 838              |
| Saint-Cyprien                | 10 476              |
| Argelès-sur-Mer              | 9 978               |
| Cabestany                    | 9 074               |
| Saint-Laurent-de-la-Salanque | 8 674               |
| Rivesaltes                   | 8 169               |
| Céret                        | 7 629               |
| Elne                         | 7 898               |